# 1723

## أحداث
- تأسيس مدينة لوسيا، جامايكا وتقع حاليا في جامايكا.
- تأسيس مدينة بهافا نجر وتقع حاليا في الهند.
- نهاية الحرب الروسية الفارسية في 12 سبتمبر 1723 والتي بدأت في 18 يونيو 1722.
- أغسطس - افتتاح قصر بيترهوف خارج سانت بطرسبرغ.

## مواليد
- حلاسة مولود باشا
- غاسبار دي بورتولا

## وفيات
- كريستوفر ورن
- كوزيمو الثالث
- محمد بن إبراهيم العمادي